# Prince of Wales Theatre
Il Prince of Wales Theatre è un teatro del West End, sito in Coventry Street nei pressi di Leicester Square, nella City of Westminster (Londra). Fondato nel 1884 e ricostruito nel 1937, è stato massicciamente ristrutturato nel 2004 da Sir Cameron Mackintosh, attuale proprietario dello stabile.
Il Prince of Wales Theatre non va confuso con l'ex Scala Theatre di Charlotte Street, conosciuto come Prince of Wales Royal Theatre o Prince of Wales's Theatre dal 1865 sino alla sua demolizione nel 1903.